# Jonkerbos War Cemetery
Het Jonkerbos War Cemetery is een militaire begraafplaats gelegen in het Jonkerbos te Nijmegen. De begraafplaats herbergt in totaal 1.643 graven van geallieerde militairen die zijn gesneuveld op Nederlands grondgebied tussen 3 september 1939 en 5 mei 1945. Het onderhoud van het ereveld valt, net als alle andere militaire begraafplaatsen van het Britse Gemenebest, onder verantwoordelijkheid van de Commonwealth War Graves Commission.

## Geschiedenis
In mei 1940 werd Nederland bezet door het leger van nazi-Duitsland. In juni 1944 begonnen de westerse geallieerden na de invasie in Normandië met de bevrijding van West-Europa. Nijmegen werd in september 1944 bevrijd door Amerikaanse parachutisten en het XXX Britse Corps in het kader van Operatie Market Garden. Doordat de Slag om Arnhem voor de geallieerden verloren ging werd Nijmegen een frontstad. De Duitsers zouden de stad nog maanden bestoken voordat de geallieerden de Duitsers definitief terugdrongen in februari 1945.
Al in december 1944 werd er begonnen met het begraven van geallieerde doden op het toenmalige nabijgelegen Pensionaat Jonkerbosch. De ongeveer 400 reeds begraven gesneuvelden werden in 1947 opgegraven en herbegraven op de huidige begraafplaats.

## Omgeving
De begraafplaats ligt in het Jonkerbos, aan de rand van het Goffertpark. De begraafplaats is omgeven door natuur en is bereikbaar via de Burgemeester Daleslaan, die dwars door het Jonkerbos en het Goffertpark loopt. Er is een kleine parkeergelegenheid aanwezig met ruimte voor enkele auto's.

## Ereveld
Het ereveld is ingericht naar de internationale standaard van de Commonwealth War Graves Commission. Na het ingangsgebouw met een driedubbele boog staat de grote Stone of Remembrance met het opschrift ‘’Their name liveth for evermore’’ vooraan. Achteraan het ereveld staat het Cross of Sacrifice. Deze elementen zijn kenmerkend voor militaire begraafplaatsen van het Gemenebest en staan op ieder ereveld van het Gemenebest in meer dan 150 verschillende landen.
Ook de grafzerken zijn opgesteld conform de huisstijl van de Commonwealth War Graves Commission. Op de grafzerken staan (indien bekend) de naam, leeftijd, nationaliteit, rang en het militaire onderdeel van de gesneuvelde. Bij ongeïdentificeerden is er in de grafzerk ‘’A soldier of the 1939-1945 War’’ en ‘’Known unto God’’ gebeiteld. Alle symbolieke- en grafelementen op het ereveld zijn geheven uit Portlandsteen.
De begraafplaats is symmetrisch ontworpen, met de rijen grafzerken in een boogvorm opgesteld ten opzichte van het ingangsgebouw.

## Cijfers
Van het totaal aantal begraven doden dienden er 1.629 militairen in legers van een van de lidstaten van het Britse Gemenebest, waarvan er 99 ongeïdentificeerd zijn. Dertien dienden in het leger van een staat die geen onderdeel uitmaakte van het Gemenebest.
Ingedeeld naar het leger van dienst is het ereveld de laatste rustplaats van 1.389 Britse, 88 Canadese, 34 Australische, 21 Nieuw-Zeelandse, 7 Poolse, 5 Belgische, 2 Nederlandse en 1 Russische militairen. Dit is niet hetzelfde als de nationaliteit van de soldaten: zo vochten er bijvoorbeeld 5 Tsjecho-Slovaken aan de zijde van de Britse luchtmacht. De nationaliteit van de gesneuvelden staat vermeld op hun grafzerk. Van sommige doden is het leger waarin zij dienden wel bekend, maar de persoonlijke identiteit en/of nationaliteit niet.

## Afbeeldingen

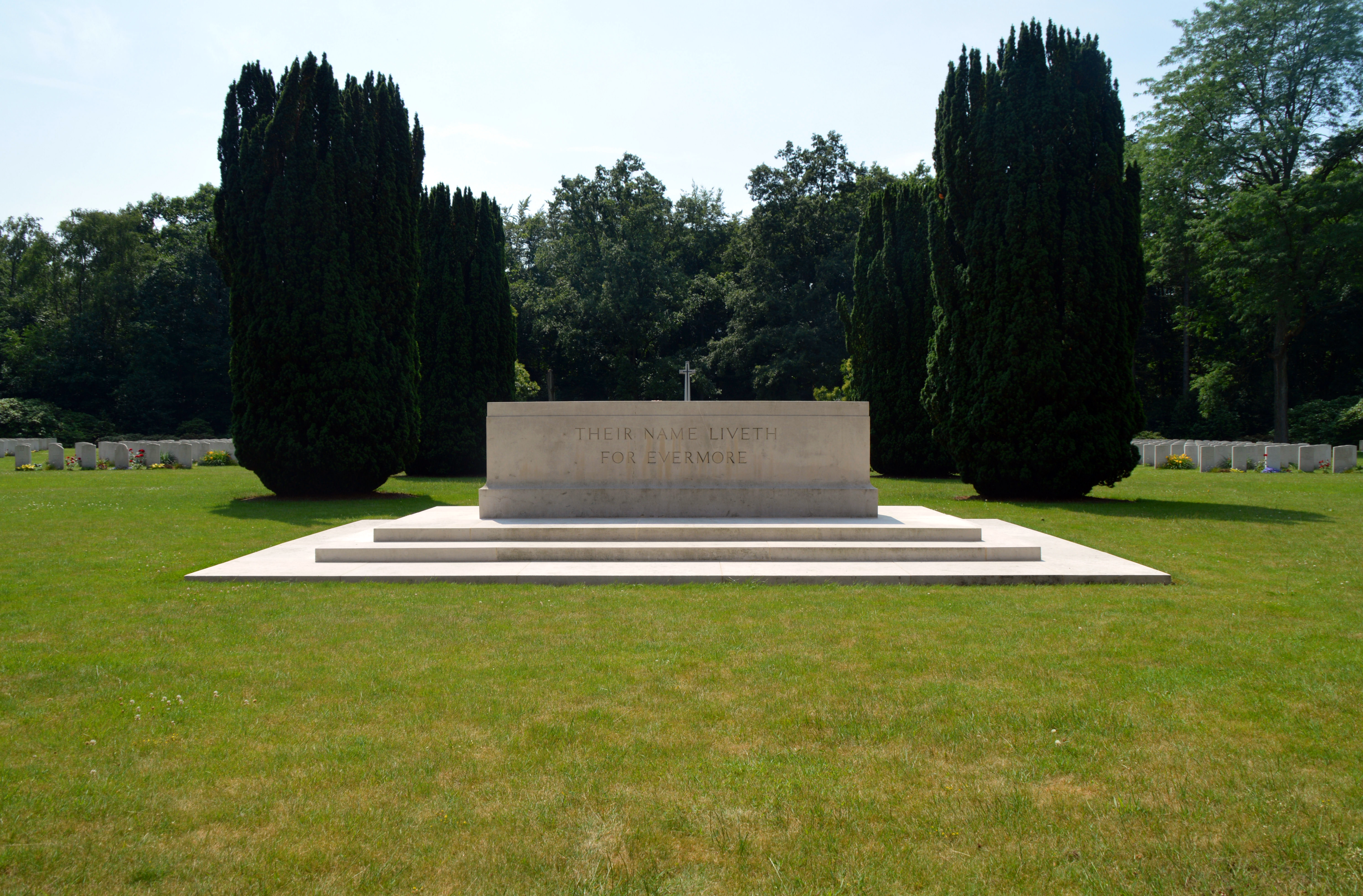
De Stone of Remembrance met het opschrift ''Their name liveth for evermore''.
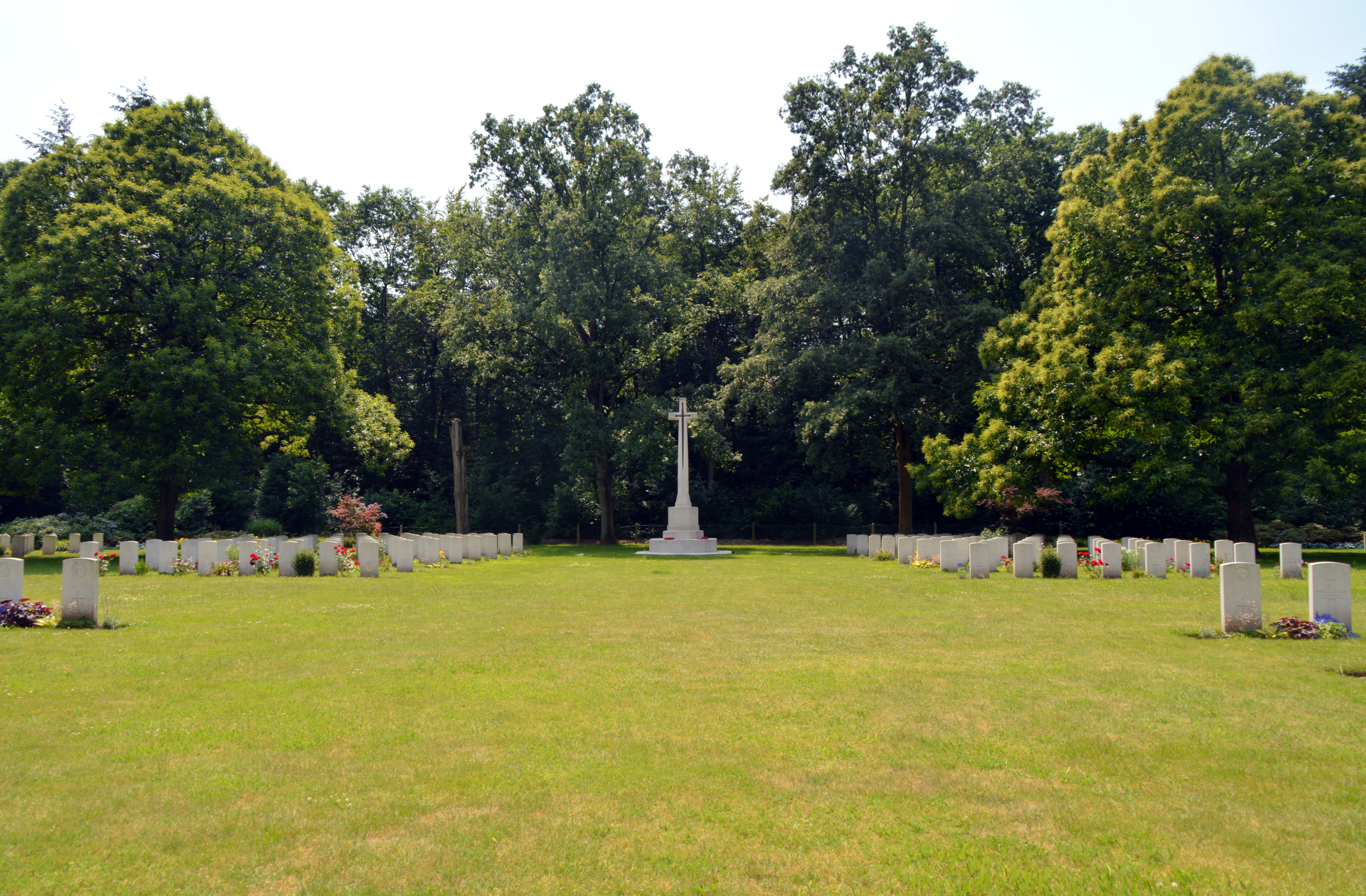
Het Cross of Sacrifice op het ereveld van Jonkerbos War Cemetery.